# هالوك يماش
هالوك يماش (مواليد 19 نوفمبر 1957) هو مبارز بالسيف تركي، مثّل بلاده في الألعاب الأولمبية الصيفية 1984.

## روابط رياضية
هالوك يماش على موقع أوليمبيديا (الإنجليزية)